# Kacper Gondek
Kacper Gondek (ur. 5 stycznia 1993, zm. 26 stycznia 2018) – polski kajakarz górski. Medalista mistrzostw świata i Europy w kategoriach juniorów oraz młodzieżowców. Uczestnik mistrzostw świata i Europy seniorów. Medalista mistrzostw kraju.

## Życiorys
Był uznawany za jednego z najbardziej utalentowanych kajakarzy górskich swojego pokolenia.
W 2008 roku zadebiutował w barwach reprezentacji Polski na arenie międzynarodowej, zdobywając brązowy medal mistrzostw Europy juniorów w zmaganiach drużynowych w kategorii C-2. Dwa tygodnie powtórzył ten sukces w mistrzostwach świata juniorów. Rok później w konkurencji drużynowej C-1 zdobył mistrzostwo Europy juniorów.
W 2010 zdobył mistrzostwo Europy juniorów w kategorii C-1, a w rywalizacji drużynowej w tej kategorii sięgnął po srebrny medal. Podczas tych samych zawodów zdobył również brązowy medal w rywalizacji drużynowej młodzieżowców w kategorii C-2. W tym samym roku zdobył również srebrne medale mistrzostw świata juniorów w kategorii C-1 – zarówno w zmaganiach indywidualnych, jak i zespołowych.
W 2013 na mistrzostwach Europy młodzieżowców zdobył srebrny medal w rywalizacji drużynowej w kategorii C-1 oraz złoty medal w zawodach drużynowych w kategorii C-2. W tym samym roku zajął także drugie miejsce w zmaganiach drużynowych w kategorii C-1 podczas mistrzostw świata młodzieżowców. W 2014 zdobył mistrzostwo świata młodzieżowców w zawodach drużynowych w kategorii C-2.
Startował również w zawodach najwyższej rangi seniorów. W mistrzostwach świata w 2011 odpadł w kwalifikacjach w kategorii C-1, w 2013 odpadł w półfinale w kategorii C-1, a w zawodach drużynowych w kategorii C-1 zajął 10. lokatę, w 2015 odpadł w kwalifikacjach w kategorii C-1, a w zawodach drużynowych, zarówno w kategorii C-1, jak i K-1 zajmował 15. miejsca. W 2015 wystartował również w mistrzostwach Europy – w kategorii C-1 był 22., a w zawodach drużynowych w tej kategorii zajął 5. miejsce. Startował także w Pucharze Świata, gdzie najlepszy wynik zanotował w zawodach drużynowych w kategorii C-1, plasując się w lipcu 2015 w Liptowskim Mikułaszu na najniższym stopniu podium.
Wielokrotnie zdobywał mistrzostwo Polski i medale tej imprezy we wszystkich kategoriach wiekowych.
Po ciężkiej chorobie nowotworowej zmarł 26 stycznia 2018.